# Panama (Illinois)
Panama és una població dels Estats Units a l'estat d'Illinois. Segons el cens del 2000 tenia 323 habitants.

## Demografia
Segons el cens del 2000, Panama tenia 323 habitants, 155 habitatges, i 84 famílies. La densitat de població era de 366,8 habitants/km².
Dels 155 habitatges en un 20,6% hi vivien nens de menys de 18 anys, en un 42,6% hi vivien parelles casades, en un 6,5% dones solteres, i en un 45,2% no eren unitats familiars. En el 41,3% dels habitatges hi vivien persones soles el 16,8% de les quals corresponia a persones de 65 anys o més que vivien soles. El nombre mitjà de persones vivint en cada habitatge era de 2,08 i el nombre mitjà de persones que vivien en cada família era de 2,75.
Per edats la població es repartia de la següent manera: un 20,4% tenia menys de 18 anys, un 6,2% entre 18 i 24, un 27,2% entre 25 i 44, un 24,1% de 45 a 60 i un 22% 65 anys o més.
L'edat mediana era de 43 anys. Per cada 100 dones de 18 o més anys hi havia 87,6 homes.
La renda mediana per habitatge era de 28.889 $ i la renda mediana per família de 38.125 $. Els homes tenien una renda mediana de 29.861 $ mentre que les dones 17.250 $. La renda per capita de la població era de 21.634 $. Aproximadament el 7,5% de les famílies i el 14% de la població estaven per davall del llindar de pobresa.

## Poblacions més properes
El següent diagrama mostra les poblacions més properes.